# Tomoo Kudaka
Tomoo Kudaka (久高 友雄, Kudaka Tomoo) est un footballeur japonais né le 14 mars 1963 dans la préfecture d'Osaka au Japon.